# Петра Мајдич
Петра Мајдич (словен. Petra Majdič, Дол при Љубљани, 22. децембар 1979) је словеначка нордијска скијашица специјалиста за спринт класичним стилом.
Петра Мајдич, најуспешнија словеначка нордијска скијашица у историји тог спорта. У светском купу освојила је 19 победа и по броју победа престигла је словеначког ски скакача Приможа Петерку.
На Светском првенству 2007. у Сапороу 2007. освојила је сребрну медаљу у спринту класичним стилом, што је прва словеначка медаља у скијашком трчању на великим такмичењима. Међу наградама има и два освојена мала кристална глобуса у укупном пласману у светском купу у сезонама 2007/08. и 2008/09. те бронзана олимпијска медаља са Зимских олимпијским играма 2010. у класичном спринту.
Петра Мајдич је три пута била изабрана за словеначку спортисткињу године.

## Успеси - Победе у светском купу
| Сезона  | Датум             | Дисциплина      | Место        | Држава     |
| ------- | ----------------- | --------------- | ------------ | ---------- |
| 2005/06 | 6. март 2006      | спринт класично | Драмен       | Норвешка   |
| 2006/07 | 25. новембар 2006 | спринт класично | Кусамо       | Финска     |
| 2006/07 | 3. јануар 2007    | 10 класично     | Оберздорф    | Немачка    |
| 2006/07 | 21. март 2007     | спринт класично | Стокхолм     | Шведска    |
| 2007/08 | 1. децембар 2007  | спринт класично | Кусамо       | Финска     |
| 2007/08 | 23. јануар 2008   | спринт класично | Canmore      | Канада     |
| 2007/08 | 10. фебруар 2008  | спринт класично | Otepää       | Естонија   |
| 2008/09 | 29. новембар 2008 | спринт класично | Кусамо       | Финска     |
| 2008/09 | 14. децембар 2008 | спринт слободно | Давос        | Швајцарска |
| 2008/09 | 20. децембар 2008 | спринт слободно | Диселдорф    | Немачка    |
| 2008/09 | 25. јануар 2009   | спринт класично | Otepää       | Естонија   |
| 2008/09 | 13. фебруар 2009  | спринт класично | Валдидентро  | Италија    |
| 2008/09 | 7. март 2009      | спринт класично | Лахти        | Финска     |
| 2008/09 | 12. март 2009     | спринт класично | Трондхајм    | Норвешка   |
| 2008/09 | 14. март 2009     | 30 класично     | Трондхајм    | Норвешка   |
| 2008/09 | 18. март 2009     | спринт класично | Стокхолм     | Шведска    |
| 2009/10 | 13. децембар 2009 | спринт слободно | Давос        | Швајцарска |
| 2009/10 | 1. јануар 2010    | пролог слободно | Обрхоф       | Немачка    |
| 2009/10 | 3. јануар 2010    | спринт класично | Оберхоф      | Немачка    |
| 2009/10 | 9. јануар 2010    | 10 класично     | Вал ди Фјеме | Италија    |

- до данас фебруар 2009) на победничком постоњу била је укупно 42 пута

### Пласмани у светском купу
| Сезона | Дисциплина | Пласман |
| ------ | ---------- | ------- |
| 2007   | спринт     | 2.      |
| 2008   | спринт     | 1.      |
| 2009   | спринт     | 1.      |
| 2009   | екипно     | 2.      |

### Укупни пласман у —
| Сезона | Пласман |
| ------ | ------- |
| 2007   | 6.      |
| 2008   | 18.     |
| 2009   | 3.      |
| 2010   | 2.      |

## Занимљивост
Петра Мајдич у дисциплини спринт класично појединачно на Зимским олимпијским играма 2010. у Ванкуверу направила је подвиг о којем пишу сви светски медији. Имала је велики пех уочи старта квалификација, јер је током тренинга на једној недовољно заштићеној кривини, због залеђене стазе, пала у јарак дубок три метра метра и повредила ребра. Нико није веровао да ће доћи на старт, али са великим напором и боловима одвезла је све четири фазе овог такмичења и освојила бронзану медаљу. По уласку у циљ Петра Мејдич се онесвестила и пребачена је у болницу. Констатовано је да има поломљена четири ребра и пробушено једно плућно крило. На своју одговорност је изашла из болнице да би присуствовала проглашењу победника, где је дошла у колицима, прикључена на инфузију. Уз помоћ лекара попела се на победничко постоље и добила заслужене овације. „Олимпијске игре су једном у четири године. Ко зна шта ће бити до Сочија и морала сам да искористим ову шансу. Повреде су веома тешке, али је ова медаља ублажила сву бол“, рекла је Мајдичева.